# География Антигуа и Барбуды
Антигуа и Барбуда — государство в Северной Америке, находящееся в группе Малых Антильских островов.

## Географическое положение и размеры
Занимает площадь 440 км². Государство состоит из двух сравнительно крупных островов и нескольких мелких островков возле их побережья. Антигуа — наиболее крупный (280 км²) и населённый. Остров Барбуда, расположенный в 48 км к северу от Антигуа, является вторым по величине островом (161 км²). Маленький необитаемый островок Редонда (1,6 км²), примерно в 40 км западнее Антигуа, также является частью государства Антигуа и Барбуда. На востоке омывается водами Атлантического океана, на западе — Карибского моря.

## Климат
Территория Антигуа и Барбуды лежит в тропическом климатическом поясе. Средняя температура воздуха — +27 °C. Весь год царят тропические воздушные массы. Сезонный ход температуры воздуха четко отслеживается. Преобладают восточные пассатные ветры, приносящие влагу. Осадков 1150 мм в год.

## Рельеф
Высшая точка — 402 метра, низшая — 0 метров.

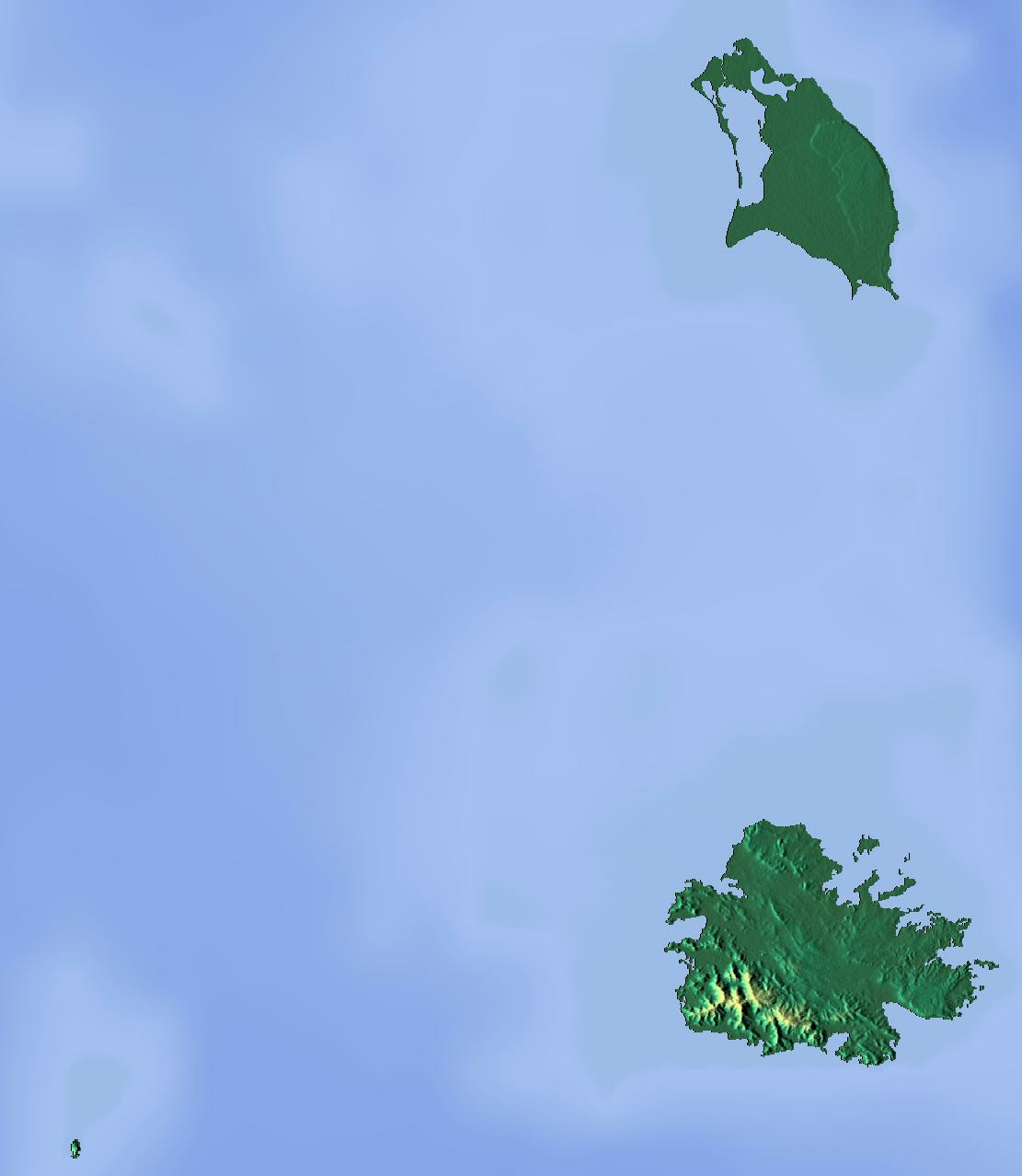
Карта рельефа
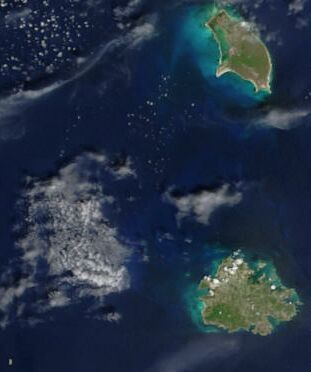
Спутниковый снимок
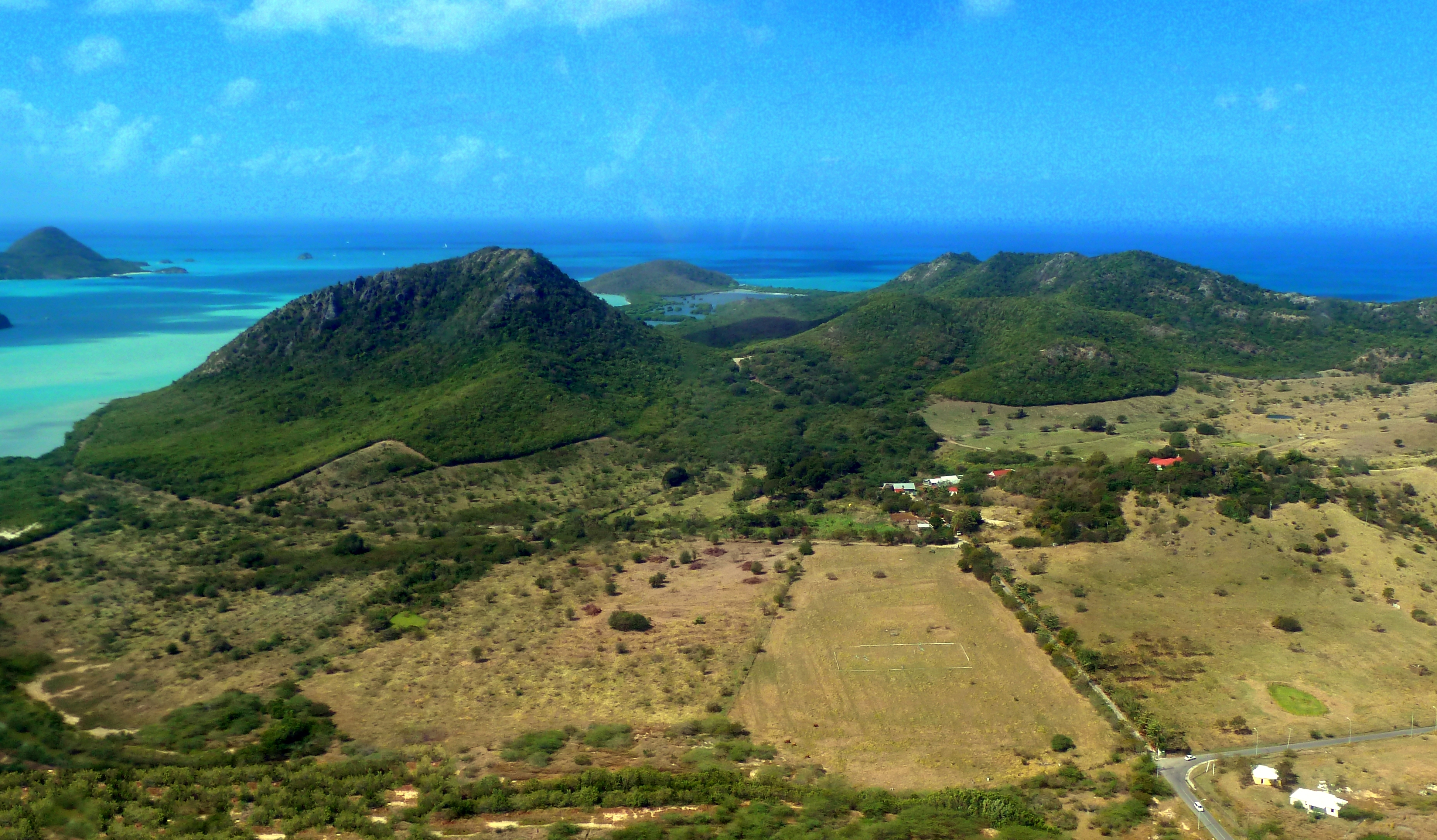
Рельеф острова Барбуда

## Почвы
Почвы островов каменистые и песчанистые. Центральная долина острова Антигуа плодородна благодаря большим залежам вулканического пепла.

## Фауна
В зоогеографическом отношении территория страны относится к Антильской подобласти Неотропической области. На территории страны известно 192 вида птиц.

## Внутренние воды
Из-за песчанистых и скалистых почв, распространенных островами, постоянных водотоков (рек) в стране мало. В основном, это короткие реки и ручьи. Все они принадлежат бассейну Атлантического океана. Из-за отсутствия речной сети остро стоит проблема пресной воды.